# Brûlot charentais
Pour les articles homonymes, voir brûlot.

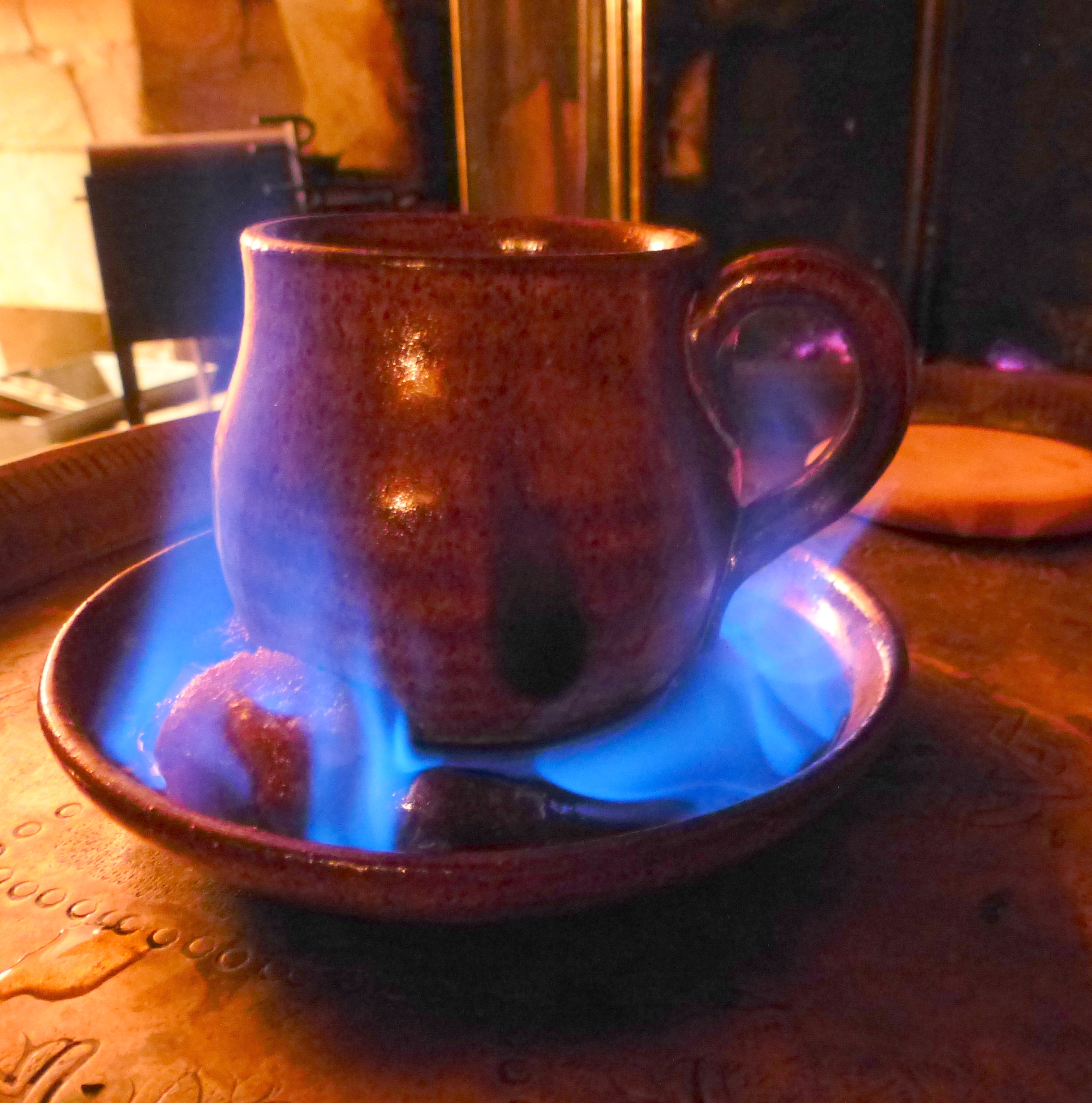
Brûlot charentais dans une tasse en grès.

Un brûlot charentais (ou brulot charentais) est un café, froid au départ, réchauffé et flambé au cognac directement dans la soucoupe.

## Histoire
La coutume vient de l'habitude de boire en France une boisson chaude le soir, avec de l'alcool flambé en surface. En Charentes, ce sont les viticulteurs qui ont découvert que cette méthode permettait en outre d'éviter le gaspillage du café froid, quand cette boisson était encore un luxe des jours de fête. Un employé a eu l'idée de réchauffer son café en allumant dans sa soucoupe une dose de cette eau-de-vie ordinaire dont les patrons avaient coutume de céder quelques bonbonnes pour leur donner du courage, créant ainsi un cocktail parfumé et presque sans alcool,.
La tradition est encore maintenue localement. Quelques familles charentaises possèdent toujours les solides tasses en grès de Saintonge datant du XVIIIe siècle et résistantes aux contraintes de température engendrées par cette méthode de réchauffage. Vers la fin du XXe siècle, celles-ci ont été rééditées à la faveur de la redécouverte du brûlot charentais dont l'habitude était tombée dans l'oubli en même temps que dépérissait le vignoble charentais, décimé dans la seconde moitié du XIXe siècle par le phylloxéra (Viteus vitifoliae),.

## Préparation
Servi froid dans une tasse en grès, le café, noir, est recouvert d'un peu de cognac. La soucoupe est garnie de trois morceaux de sucre imbibés de cognac auxquels on met le feu. En brûlant, le cognac de la soucoupe réchauffe la tasse et le café. Lorsque la température s'élève suffisamment, le cognac de la tasse s'enflamme. Après combustion totale du cognac, on verse le contenu de la soucoupe dans la tasse. On obtient une sorte de liqueur de café au cognac. Pour une meilleure réussite, on utilise de préférence un cognac fort, spécial, à 60 °C,.

## Rayonnement
Il existe une confrérie du brûlot charentais, basée à Rivedoux, sur l'île de Ré. Elle compte plusieurs centaines de membres issus de France, mais aussi de Suisse ou de Belgique.